# LEPROTL1
LEPROTL1 (англ. Leptin receptor overlapping transcript like 1) – білок, який кодується однойменним геном, розташованим у людей на 8-й хромосомі. Довжина поліпептидного ланцюга білка становить 131 амінокислот, а молекулярна маса — 14 428.
| 10         |  | 20         |  | 30         |  | 40         |  | 50         |
| ---------- |  | ---------- |  | ---------- |  | ---------- |  | ---------- |
| MAGIKALISL |  | SFGGAIGLMF |  | LMLGCALPIY |  | NKYWPLFVLF |  | FYILSPIPYC |
| IARRLVDDTD |  | AMSNACKELA |  | IFLTTGIVVS |  | AFGLPIVFAR |  | AHLIEWGACA |
| LVLTGNTVIF |  | ATILGFFLVF |  | GSNDDFSWQQ |  | W          |  |            |

A: Аланін

C: Цистеїн

D: Аспарагінова кислота

E: Глутамінова кислота

F: Фенілаланін

G: Гліцин

H: Гістидин

I: Ізолейцин

K: Лізин

L: Лейцин

M: Метіонін

N: Аспарагін

P: Пролін

Q: Глутамін

R: Аргінін

S: Серин

T: Треонін

V: Валін

W: Триптофан

Задіяний у такому біологічному процесі, як альтернативний сплайсинг. 
Локалізований у мембрані.